# Ruy Faleiro

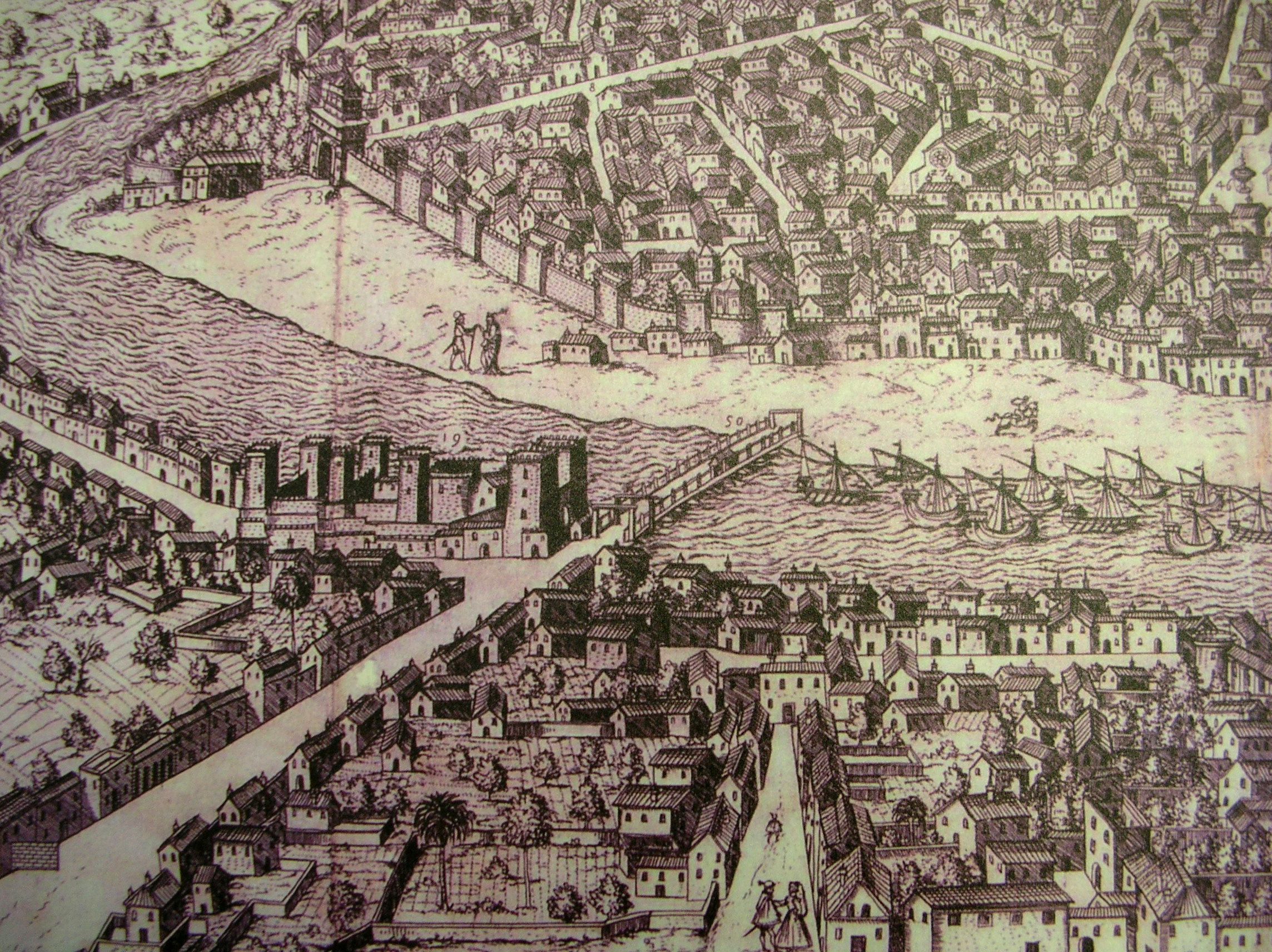
Sevilla under 1500-talet

Ruy Faleiro (portugisiska Rui Faleiro), född i början på 1480-talet i Covilhã, Distrito de Castelo Branco i Portugal, död möjligen 1523 i Spanien eller senare, var en portugisisk-spansk kosmograf, astronom och astrolog. Faleiro planerade den första världsomseglingen 1519-1521 under Ferdinand Magellan. Faleiro var även tänkt att delta med hoppade av expeditionen strax före avresan.

## Biografi
Endast lite finns dokumenterat om Faleiros tidiga liv, han föddes i Portugal troligen kring 1480-talet och studerade vid Lissabons universitet. Hans bror var Francisco Faleiro.
Faleiro blev senare vän med Magellan och flyttade i december 1517 till spanska Sevilla. Senare värvades han av Magellan till expeditionen. Från början skulle Faleiro delta på resan och utsägs även till kapten över San Antonio, strax före avresan ställde han sitt eget horoskop. Detta blev ogynnsamt varför han simulerade sjukdom och valde att stanna kvar. Befälet över ”San Antonio gick då till Juan de Cartagena.
Faleiro återvände sedan till Portugal där han arresterades, Senare återkom han till Sevilla 1523 Därefter finns inga säkra uppgifter om Faleiros öde, möjligen dog han redan 1523 eller senare kring 1544.